# Dicranomyia (Glochina) illingworthi
Dicranomyia (Glochina) illingworthi is een tweevleugelige uit de familie steltmuggen (Limoniidae). De soort komt voor in het Australaziatisch gebied.